# Королівство Лаос
Королівство Лаос — конституційна монархія, що отримала незалежність від Франції 9 листопада 1953 року. Монархія проіснувала до грудня 1975 року, коли останній король Саванг Ватфана здав престол Патет Лао, яка скасувала монархію та встановила соціалістичний режим, змінивши назву держави на Лаоська Народна Демократична Республіка.
Враховуючи самоврядування за Конституцією 1947 р. у складі Французького союзу та федерацію Французького Індокитаю, статус Лаосу змінився в 1953 році за Франко-Лаоський договором, який остаточно встановив суверенітет Лаосу та його незалежність від Франції.

## Уряд
Після Франко-Лаоського договору 1953 року, який надав Лаосу незалежність, уряд Королівського Лаосу взяв під контроль країну. Цей договір встановив конституційну монархію, по якому Сісаванг Вонг стає королем, а принц Соуванна Пхоума — прем'єр-міністром. Проте були ще принци Боун Оум та Суфанувонг, котрі впливали на політику Лаосу.
Три принци та король Сісаванг Ваттана зробили багато спроб створити коаліційний уряд. Перший уряд національної єдності був створений у 1958 р. при принці Соуванна Пхоума, але через два місяці розпався. Прем'єр-міністр, який відповідно до конституції призначав своїх міністрів і отримував поради від короля, уклав угоду зі своїм братом принцом Суфанувонгу .
Соуванна Пхоума дав комуністам два місця в кабінеті міністрів, а натомість Суфанувонг мав інтегрувати у королівську армію 1500 особисто підпорядкованих Суфанувонгу солдат та 6000 комуністичних солдат. Принц Суфанувонг прийняв посаду міністра планування, реконструкції та урбаністики, а іншого члена Комуністичної партії назначили міністром релігії та культури.

## Військові
Королівство Лаос було поділене на п'ять військових регіонів. Королівські лаоські збройні сили відповідали за оборону країни, що складалася з трьох гілок служби: Королівської Лаоської армії, Королівського Лаоського ВМС і Королівських Військово-повітряних сил Лаосу, яка перебувала під контролем Міністерства оборони у В'єнтьяні.
США постачали Королівському Лаосському флоту двадцять річкових патрульних катерів та шістнадцять десантних суден. У період з 1962 по 1971 роки США надали Лаосу військову допомогу на 500 мільйонів доларів США.

## Зовнішні відносини
Уряд Королівства Лаос мав тісні стосунки зі Сполученими Штатами, які надавали країні допомогу та допомагали їй у кампанії проти Патет Лао та комуністичного руху Північного В'єтнаму. Протягом 1957 року Сполучені Штати витратили більше коштів на душу населення Лаосу, ніж на будь-яку іншу країну. Це 150 доларів США на одного лаосійця, що вдвічі перевищував річний дохід жителя Лаосу. Частина грошей пішла на підтримку проамериканських кандидатів на виборах, а інші гроші пішли на програму підтримки місцевої валюти — кіп.
Король Саванг Ваттана відвідав США в 1963 році, щоб зустрітися з президентом Кеннеді .
Лаосу також допомагали Франція, Австралія, Бірма, Таїланд та Японія .

## Північно-в'єтнамське вторгнення в Лаос і громадянська війна

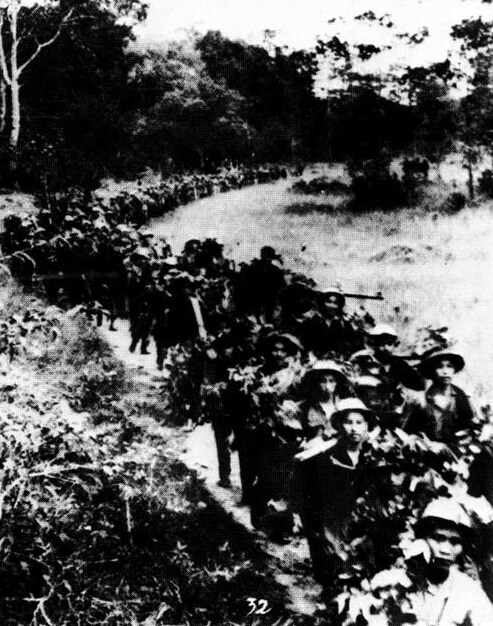
Війська Північної В'єтнаму марширують через Лаос, 1967 рік

У 1960 році, через серію заколотів, спалахнули бої між Королівською Лаоською армією та спонсованим Радянським Союзом комуністичним рухом Патетом Лао. Другий Тимчасовий уряд національної єдності, сформованим принцом Соуванна Пхоума в 1962 році, був невдалим і розформувався. Ситуація після цього стабільно погіршувалась. Остаточний хаос почався, коли Лаос потрапив у центр суперництва Радянського Союзу та Сполучених Штатів Америки,. Під час вторгнення Північної В'єтнаму в Лаос, Патет Лао був військово підтримані НВА та В'єконгом .
Також Лаос вимушений був долучитися до війни у В'єтнамі, оскільки частини Лаосу були захоплені та окуповані Північним В'єтнамом для використання в якості шляху постачання для війни проти Півдня. У відповідь Сполучені Штати ініціювали кампанію бомбардування проти позицій Північного В'єтнаму Також вони підтримували регулярні та нерегулярні антикомуністичні сили в Лаосі, в тому числі під керівництвом генерала хмонгів Ванг Пао, та підтримували вторгнення армії Південного В'єтнаму в Лаос. Вони також забезпечували фінансування центрального уряду Лаосу.
Сполучені Штати проводили масові бомбардування проти сил Патет Лао та НВА. Повідомлялося, що над Лаосом пролітали бомбардувальники типу В-52 кожні вісім хвилин, 24 години на добу, між 1964 та 1973 роками. Американські бомбардувальники в цей період скинули більше бомб на Лаос, ніж було скинуто протягом усієї Другої світової війни. З 260 мільйонів бомб, які були скинуті, особливо в провінції Сянчжуан на долині глеків, близько 80 мільйонам бомб не вдалося вибухнути.
Лаос — найбільш сильно бомбардована країна на душу населення в світі. В часи В'єтнамської війни вона сильно постраждала від касетних бомб. Після війни, Лаос став рішучим прихильником Конвенції про касетні боєприпаси щодо заборони зброї та надання допомоги жертвам, а в листопаді 2010 року Лаос прийняв у себе Першу нараду держав-учасниць конвенції.
У 1975 році Патот Лао разом із Народною армією В'єтнаму та підтримкою Радянського Союзу скинули королівський уряд Лаосу, змусивши короля Саванг Ватфану 2 грудня 1975 року зректися. Пізніше він помер у в'язниці .

## Падіння уряду
Війна у В'єтнаму закінчилась 1973 року після Паризьких мирних угод між США та Північним В'єтнамом. У квітні 1974 року в Лаосі було створено ще один Тимчасовий уряд національної єдності, прем'єр-міністром якого був знову принц Соуванна Пхоума. Однак до цього часу сили Патет Лао контролювали велику частину країни, і після падіння Сайгону та Пномпена під натиском комуністичних сил у квітні 1975 р. Патет Лао усунуло будь-які шанси на формування коаліційного уряду в Лаосі.
2 грудня 1975 року була створена Лаоська Народна Демократична Республіка з принцом Суфанувонгом на посаді президента. Кайсоне Фомвіхане виступав прем'єр-міністром та генеральним секретарем Лаоської народної революційної партії .

## Після
Близько 30 000 — 40 000 громадян та членів старого уряду, включаючи королівську родину, після соціалістичного перевороту були вивезені до таборів для «перевиховання» у віддалених районах Лаосу. Багато ув'язнених, зокрема королівська родина, не вижили.